# St. Matthias (Frankfurt am Main)

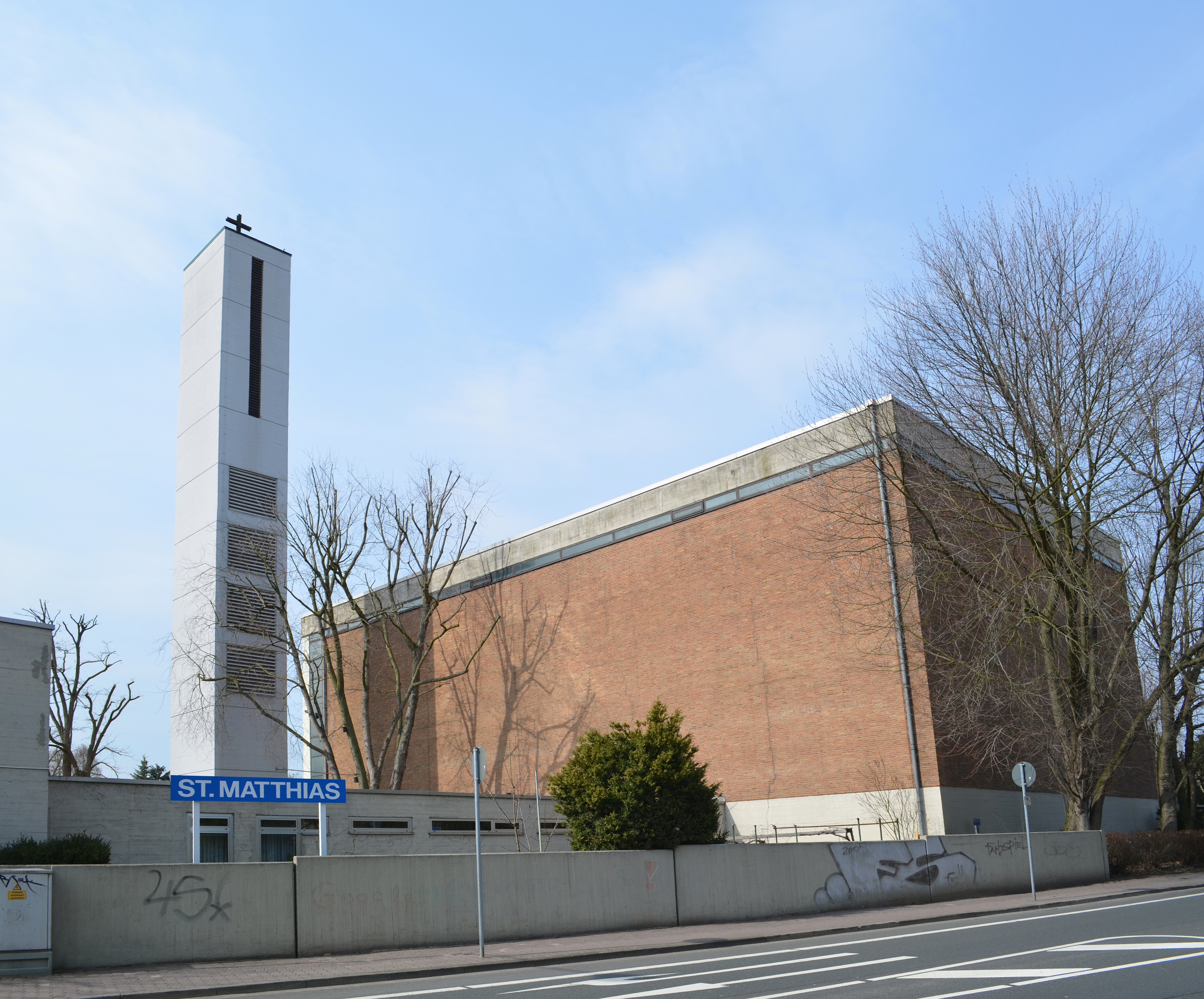
Ansicht von Südosten

St. Matthias ist eine römisch-katholische Kirche in der Frankfurter Nordweststadt. Sie wurde im Stil der Nachkriegsmoderne von 1963 bis 1965 zeitgleich mit dem Bau der Nordweststadt nach Plänen der Architekten Hermann Mäckler und Alois Giefer errichtet. Die Filialkirche gehört als Kirchort St. Matthias zur Pfarrei Sankt Katharina von Siena und somit zum Bistum Limburg. Sie ist ein Kulturdenkmal nach dem Hessischen Denkmalschutzgesetz.
Wegen zunehmender Baufälligkeit der Kirche wurde nach Hinzuziehung eines Gutachters im Oktober 2024 beschlossen, die Kirche zu schließen, nachdem das Bistum Limburg im Jahr 2019 Pläne fallengelassen hatte, das Grundstück des Kirchortes zu veräußern.

## Architektur

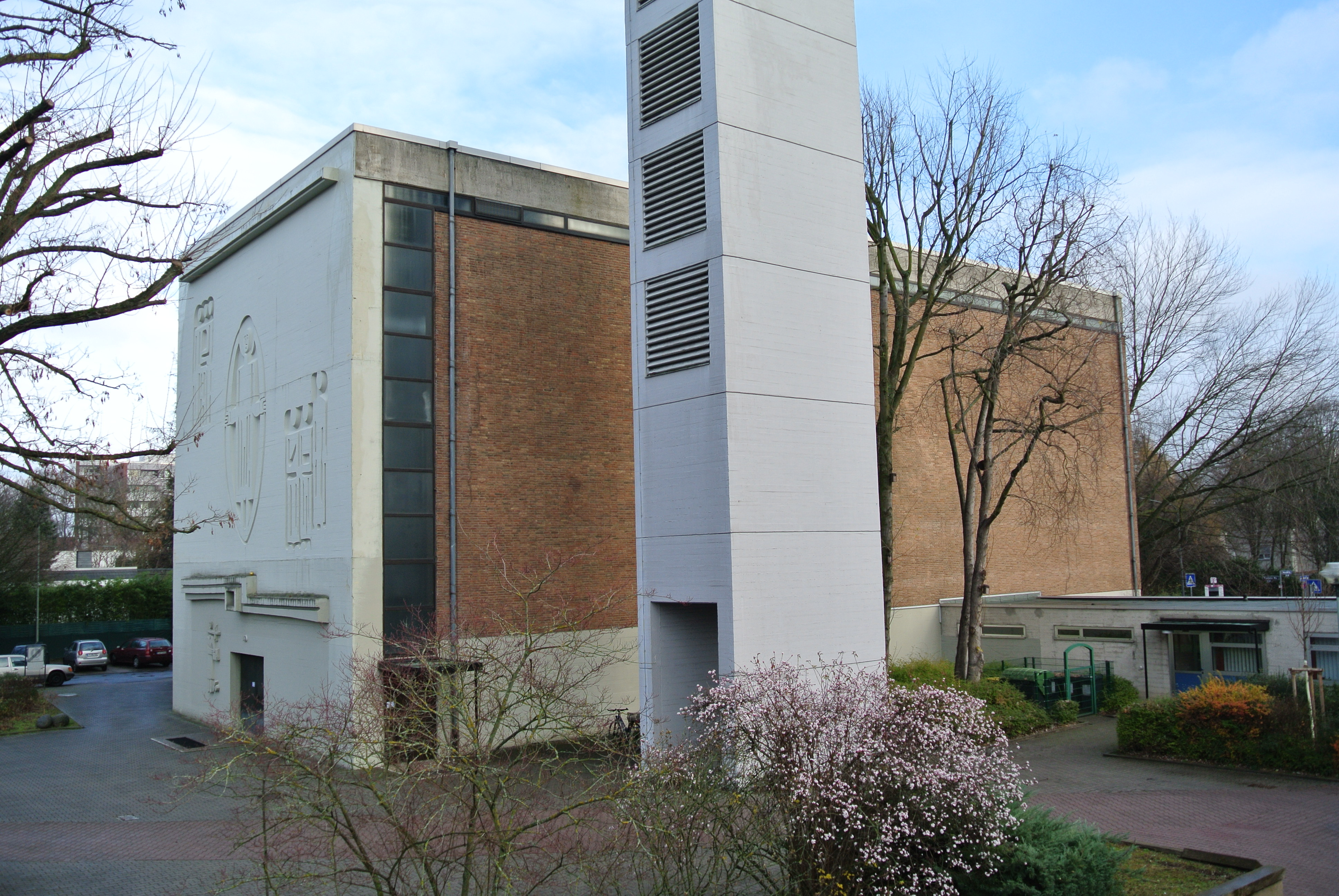
Südwestansicht

St. Matthias liegt im Norden der Großwohnsiedlung auf Niederurseler Gemarkung im Stadtteilzentrum an der Einmündung der Thomas-Mann-Straße in den Praunheimer Weg. Zu dem Zentrum gehören neben der St. Matthiaskirche auch die evangelische Dietrich-Bonhoeffer-Kirche, mehrere Kinderbetreuungseinrichtungen und eine Ladenpassage. Die Kirche mit Campanile ist Teil eines Ensembles von Gebäuden, die einen zentralen Platz vor dem Eingang bilden. In den gegenüberliegenden Bauten befinden sich der Gemeindesaal mit Bücherei und die Küsterwohnung. Das Pfarrbüro und der Kindergarten liegen im Süden. Das Gebäudeensemble einschließlich der Kirche ist durch die kubische Form der Bauten und ihre stadträumliche Anordnung gekennzeichnet. Das stadträumliche Konzept wiederholt sich in ähnlicher Weise bei den Wohnbauten der Nordweststadt. Die Fassadengestaltung der Kirche ist geprägt durch die Baumaterialien Beton und Backstein. Die Wand über dem Eingang am Platz besteht aus Beton und ist mit einem großformatigen Fassadenrelief von Hans Mettel und Johannes Schönert gestaltet. Es zeigt den namensgebenden Apostel Matthias umgeben von Christus und Heiligen. Architektur und Skulptur bilden als ein Gesamtkunstwerk eine Einheit. Die übrigen Außenwände bestehen aus Mauerwerk, das sich über einem Betonsockel erhebt. Zwischen den Wänden und dem Dach betont ein Band aus Glas die Fuge zwischen den verschiedenen Bauteilen und Materialien.
Von Westen erschließt ein Portal den längsgerichteten Innenraum auf L-förmigem Grundriss. Auch im Innern wird die Westwand durch die Struktur des schalungsrauen Beton bestimmt. Die übrigen Wände bestehen aus rottonigem Backstein. Der umlaufende Betonsockel ist durch figürliche Reliefmotive gestaltet. Das Fensterband unterhalb der Decke leuchtet den Kirchenraum hell aus. Zwei Bankblöcke mit Mittelgang weisen auf den Altar im Osten. Der freistehende Altar wird durch ein Oberlicht betont. Nach Norden schließt ein Raum mit der Orgel an.